# 深水埗区

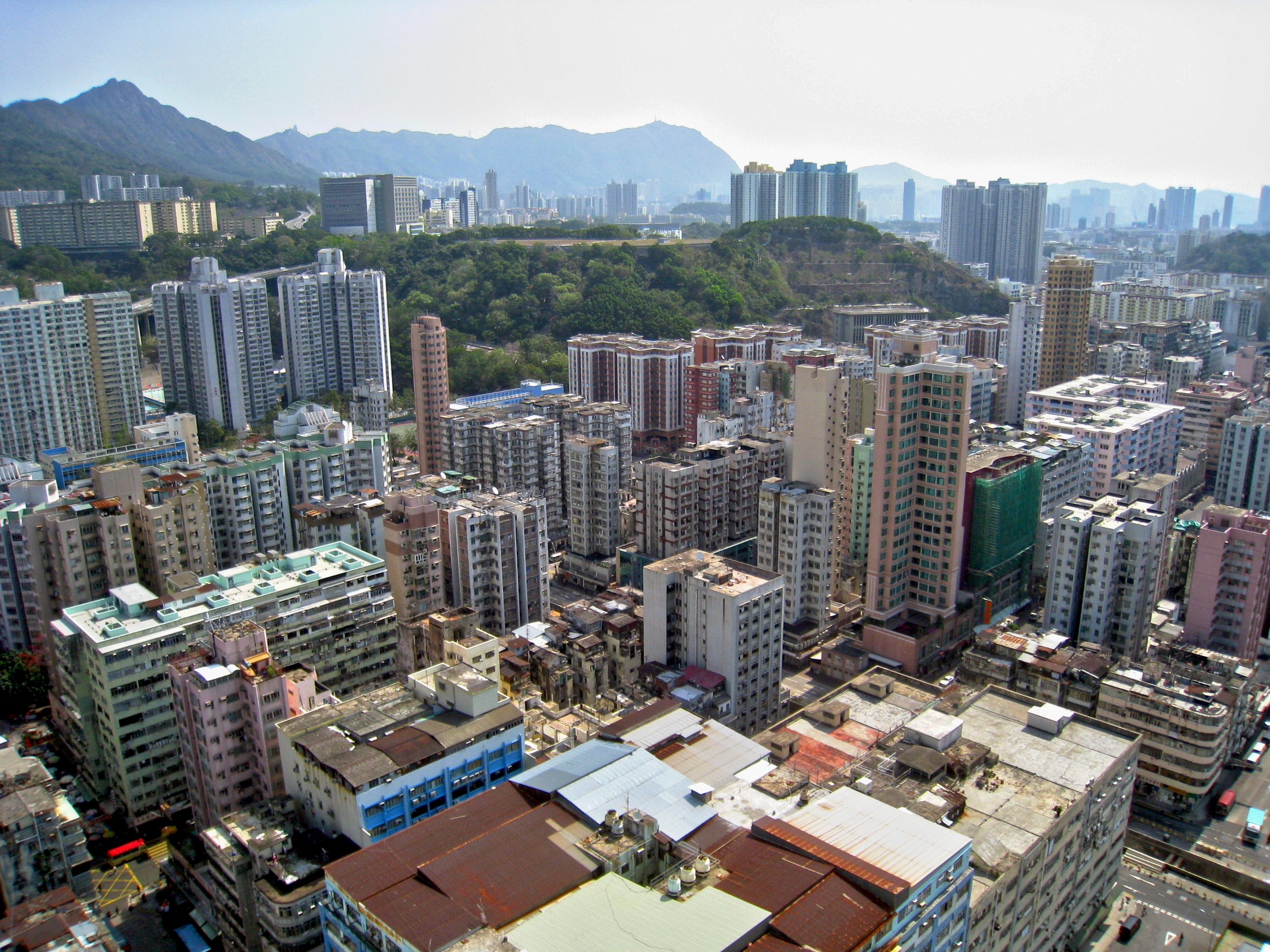
深水埗

深水埗区（しんすいほく、広東語読み：サムショイポウキョイ）は、香港の18の行政区画の1つである。区域には新九龍の深水埗、長沙湾、および茘枝角などの地域が含まれている。区域の平均年齢は2番目に高く、3番目に低収入である。

## 地理

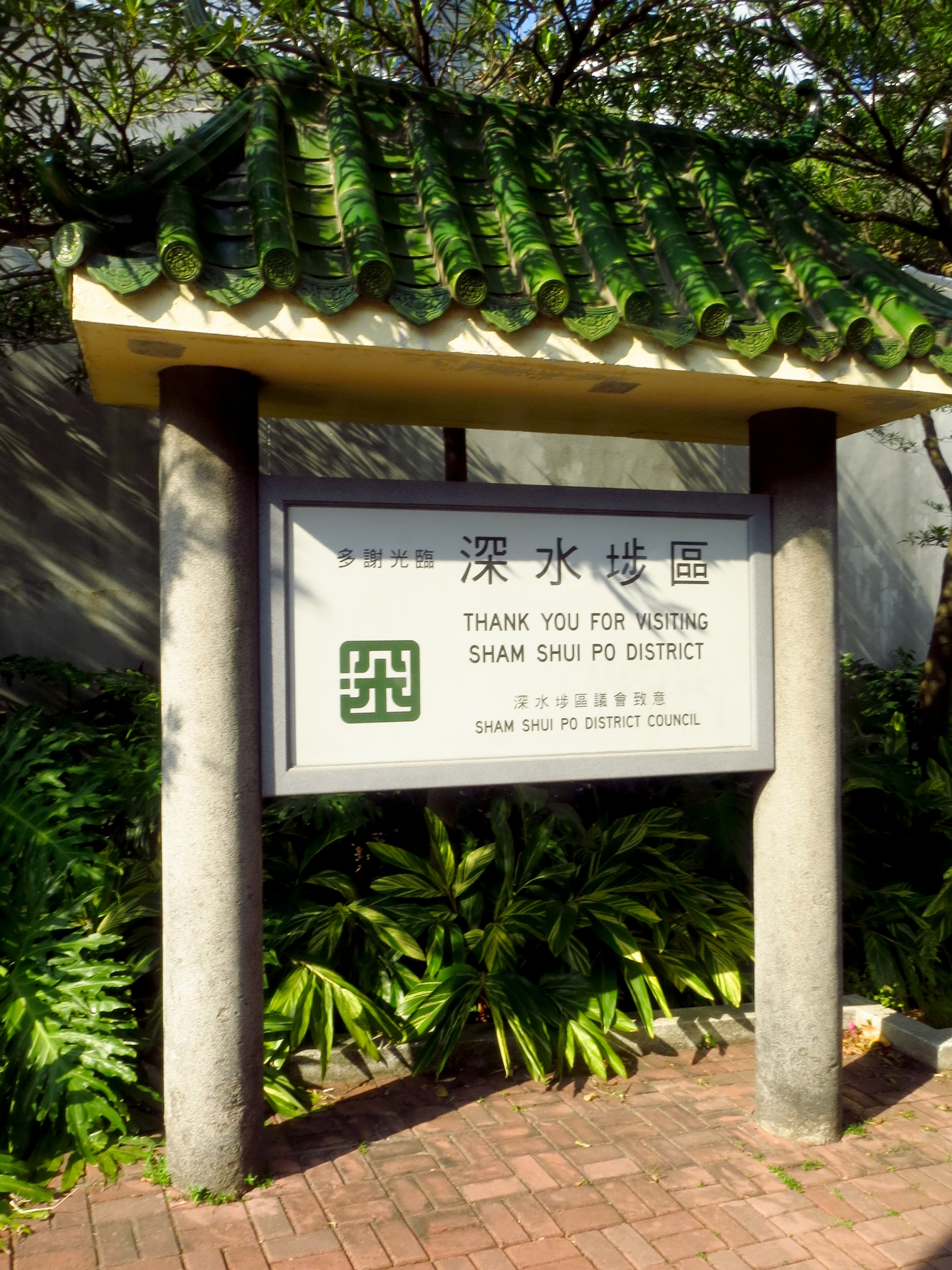
達之路近くの歌和老街にある看板は、深水埗区の東の境界に近いことを示している。

深水埗区には、深水埗、長沙湾、茘枝角、蘇屋、石硤尾、又一村、大窩坪、昂船洲南部が含まれる（1990年代の埋め立てプロジェクトにより、昂船洲政府造船所、昂船洲海軍基地、昂船洲下水処理場などは葵涌コンテナターミナルの一部になった）。
深水埗区の北西は、呈祥道と茘景山路に囲まれているため、九龍と見なされる地域、例えば九華径、華茘邨などは、実際には葵青区に属している。一方、清麗苑（茘景山路以南、呈祥道以北）と盈暉臺は深水埗区に属している。
深水埗区の東と南は香港MTR東鉄線の線路と界限街に囲まれているため、界限街の南（MTR東鉄線の前まで）には、油尖旺区に属する汝州街、基隆街、大南街と茘枝角道の一部が含まれている。東鉄線の九龍塘にある香港城市大学と又一城、又一村は深水埗区に属しており、九龍城区ではない。

## 歴史
早くも新石器時代には、人々は既に長沙湾の近くに住んでいた。 李鄭屋邨の古代墓である後漢の墓は、発掘調査から発見されたため、墳墓は建設時に発見されたものの、墓は山の端に位置していた。海からは距離がある。

## 教育

### 大学
- 香港城市大学

### 中学校
- 英華書院（中国語版）
- 英華女学校（中国語版）
- 天主教南華中学（中国語版）
- 香島中学（中国語版）
- 路徳会協同中学（中国語版）
- 瑪利諾神父教会学校（中国語版）
- 九龍工業学校（中国語版）
- 徳雅中学（中国語版）
- 聖公会聖馬利亜堂莫慶堯中学（中国語版）
- 聖瑪加利男女英文中小学（中国語版）
- 宝血会上智英文書院（中国語版）
- 中華基督教会銘賢書院（中国語版）
- 恵僑英文中学（中国語版）
- 仏教大雄中学（中国語版）
- 長沙湾天主教英文中学（中国語版）
- 聖母玫瑰書院（中国語版）
- 東華三院張明添中学（中国語版）
- 地利亜修女紀念学校（吉利径）
- 地利亜修女紀念学校（百老匯）
- 陳樹渠紀念中学（中国語版）
- 匯基書院（中国語版）
- 香港四邑商工総会黄棣珊紀念中学（中国語版）
- 廠商会中学（中国語版）
- 中聖書院（中国語版）
- 保良局唐乃勤初中書院（中国語版）
- 保良局蔡継有学校（中国語版）
- 基督教崇真中学（中国語版）
- 徳貞女子中学（中国語版）

### 小学校
- 中華基督教会協和小学（長沙湾）（中国語版）
- 聖公会聖多馬小学（中国語版）
- 瑪利諾神父教会学校（小学部）（中国語版）
- 五邑工商総会学校
- 福栄街官立小学
- 李鄭屋官立小学（中国語版）
- 聖公会基愛小学（中国語版）
- 天主教善導小学
- 聖方済愛徳小学（中国語版）
- 香港四邑商工総会新会商会学校
- 基督教香港信義会深信学校（中国語版）
- 深水埔街坊福利会小学（中国語版）
- 旅港開平商会学校
- 大坑東宣道小学（中国語版）
- 宝血会嘉霊学校（中国語版）
- 聖公会聖紀文小学（中国語版）
- 長沙湾天主教小学（中国語版）
- 茘枝角天主教小学
- 深水埗官立小学（中国語版）
- 聖公会基福小学（中国語版）
- 聖公会聖安徳烈小学
- 嶺南大学香港同学会小学（中国語版）
- 聖瑪加利男女英文中小学（中国語版）
- 英華小学（中国語版）
- 崇真小学曁幼稚園（中国語版）
- 聖方済各英文小学（中国語版）
- 九龍礼賢学校
- 徳雅小学
- 地利亜英文小学曁幼稚園
- 啓基学校（中国語版）
- 保良局蔡継有学校（中国語版）
- 新会商会港青基信学校（中国語版）

### 特別支援学校
- 路徳会救主学校（広東語版）
- 中華基督教会望覚堂啓愛学校（広東語版）
- 東華三院群芳啓智学校（中国語版）
- 香港心理衛生会－臻和学校（広東語版）
- 明愛賽馬会楽仁学校（広東語版）

### 国際学校
- 宣道国際学校（英語版）
- 弘爵国際学校（英語版）

## 公共施設

### 公園
- 茘枝角公園（中国語版）（嶺南之風（中国語版）を含む）
- 南昌公園（中国語版）
- 通州街公園（中国語版）
- 深水埗公園（中国語版）
- 石硤尾公園（中国語版）
- 歌和老街公園（中国語版）
- 花墟公園（中国語版）

## 交通

### 鉄道
- 香港MTR
  - ■屯馬線

（屯門方面）- 美孚駅 - 南昌駅 -（烏渓沙方面）
  - ■観塘線

（黄埔方面）- 石硤尾駅 -（調景嶺方面）
  - ■荃湾線

（荃湾方面）- 美孚駅 - 茘枝角駅 - 長沙湾駅 - 深水埗駅 -（中環方面）
  - ■東涌線

（東涌方面）- 南昌駅 -（香港駅方面）

### 道路
幹線道路
- ：西九龍公路（中国語版）
- ：西九龍走廊（中国語版）、茘枝角道（中国語版）、葵涌道（中国語版）
- ：龍翔道（中国語版）、呈祥道（中国語版）
- ：青沙公路（中国語版）

市区道路
- 大埔道（中国語版）
- 青山道（中国語版）
- 長沙湾道（中国語版）
- 茘枝角道（中国語版）
- 深旺道（中国語版）
- 宝倫街
- 興華街（中国語版）
- 龍翔道（中国語版）
- 青山公路（中国語版）
- 昌華街（中国語版）
- 元州街（中国語版）
- 長沙湾径
- 東京街
- 桂林街（中国語版）
- 黄竹街（中国語版）
- 長茘街
- 長茂街
- 大南街（中国語版）
- 大南西街（中国語版）
- 美茘道
- 吉利径
- 欽州街（中国語版）
- 欽州街西（中国語版）